# 로땃쥐
로땃쥐(Chodsigoa parca)는 땃쥐과에 속하는 포유류의 일종이다. 중국과 미얀마, 태국 그리고 베트남에서 발견된다.

## 아종
3종의 아종이 알려져 있다.
- Chodsigoa parca parca
- Chodsigoa parca furva
- Chodsigoa parca lowei